# Бондарев, Виктор Константинович
Ви́ктор Константи́нович Бо́ндарев (24 сентября 1961) — советский и российский футболист, защитник, тренер. Сыграл более 460 матчей за клуб «Амур» (Благовещенск).

## Биография
Воспитанник благовещенского футбола, в юности занимался в детских командах «Спартака» (Благовещенск).
Во взрослом футболе дебютировал в 1979 году в составе «Амура» (Благовещенск) во второй лиге СССР. В советских первенствах провёл 12 сезонов, сыграв более 350 матчей во второй лиге. После распада СССР продолжал играть за «Амур» в первом и втором дивизионах, сыграв более 100 матчей. Всего в составе благовещенского клуба провел 468 (по другим данным 464) матчей и забил 7 голов в первенствах СССР и России. Является одним из лидеров клуба по числу сыгранных матчей.
В конце карьеры работал начальником команды и тренером «Амура». Принимал участие в матчах ветеранов.